# Чаушкьой (вилает Родото)
Вижте пояснителната страница за други значения на Чаушкьой.
Чаушкьой (на турски: Çavuşköy) е село в Източна Тракия, Турция, Вилает Родосто.

## География
Селото се намира на 5 км източно от Малгара.

## История
В началото на 20 век Чаушкьой е село в Малгарска кааза на Османската империя. Според статистиката на професор Любомир Милетич в 1912 година в селото живеят 80 семейства помаци.